# Maria Großbauer

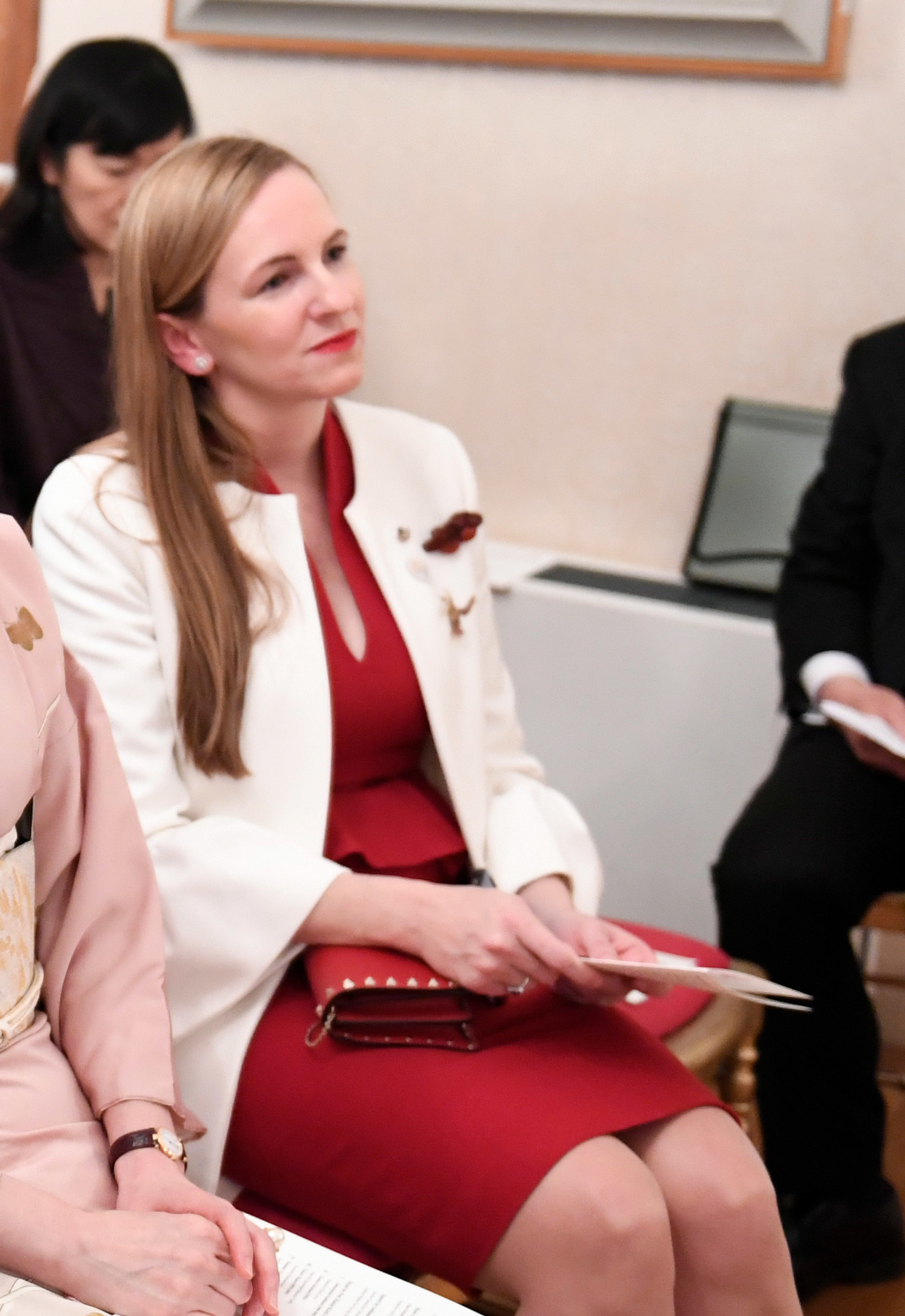
Maria Großbauer (2019)

Maria Großbauer (* 25. Mai 1980 in Neunkirchen) ist eine österreichische Werbefachfrau, Musikerin und Autorin. Von 2017 bis 2020 war sie Organisatorin des Wiener Opernballs. Bei der Nationalratswahl 2017 kandidierte Großbauer für die ÖVP und wurde als ÖVP-Abgeordnete in den Nationalrat gewählt, dem sie bis zum 23. Oktober 2024 angehörte.

## Leben
Maria Großbauer, geborene Jeitler, wurde als Tochter des Posaunisten und ehemaligen Mitglieds der Wiener Philharmoniker Karl Jeitler (* 1947) geboren. Sie wuchs in Ternitz auf. Schon frühzeitig kam Großbauer mit Musik in Berührung, bereits als Kind begleitete sie ihren Vater regelmäßig zu Orchesterproben. Im Alter von 5 Jahren erhielt sie ihren ersten Musikunterricht. Sie lernte zunächst Block- und Querflöte, später dann Klavier und Saxofon. Als Jugendliche gründete sie eigene Musikensembles und spielte in verschiedenen Musikformationen.
Nach der Matura besuchte Großbauer zunächst die Berlitz School of Languages in Wien. Von 1999 bis 2001 folgte ihre Ausbildung zur Werbefachfrau an der Werbeakademie Wien. Sie absolvierte dort den Fachlehrgang für Marktkommunikation, den sie mit einem Diplom der International Advertising Association (IAA, N.Y.) abschloss. 2002 gewann sie die „Young Creatives Competition“ und nahm als Vertreterin Österreichs bei einem Wettbewerb im Rahmen des International Advertising Festivals in Cannes teil.
Ab 2001 arbeitete sie zehn Jahre lang bei verschiedenen nationalen und internationalen Werbeagenturen als Werbetexterin im Bereich Text/Konzept. Im Juni 2011 machte sie sich mit ihrer eigenen Werbeagentur als Einzelunternehmerin in Wien selbständig.
Großbauer studierte weiters von 2004 bis 2007 Jazz-Saxofon an der Universität für Musik und darstellende Kunst Wien. Neben ihrer hauptberuflichen Tätigkeit in der Werbung trat sie anschließend zwischen 2006 und 2009 einige Jahre als freischaffende Musikerin mit der 5-köpfigen Funk-Fusion-Band „Maria Jeitler Funk Project“ auf.
2012 veröffentlichte sie im Styria Verlag ihr Buch In Frack und Lederhose, eine Biografie über ihren Vater Karl Jeitler.
Im März 2016 wurde sie von Dominique Meyer, dem Direktor der Wiener Staatsoper, offiziell als Nachfolgerin von Desirée Treichl-Stürgkh als Organisatorin des Wiener Opernballs vorgestellt. Bereits im Jänner 2016 hatte es erste Gerüchte über ihre Berufung gegeben. Vorwürfe, sie habe die Position einer typischen Wienerischen „Freunderlwirtschaft“ zu verdanken, wies sie unter Berufung auf das international allgemein übliche soziale Networking zurück. 2017 war sie erstmals für die Organisation des Wiener Opernballs verantwortlich. Sie ist die bislang jüngste Frau in dieser Position.
Am 18. Juli 2017 wurde bekannt, dass sie bei der Nationalratswahl auf Platz sechs der Liste Kurz kandidieren soll. Im Oktober 2017 wurde Großbauer als ÖVP-Abgeordnete in den Nationalrat gewählt.
2023 wurde sie zur Geschäftsführerin der Theater Wiener Neustadt GmbH, der Betreibergesellschaft des Stadttheaters Wiener Neustadt, bestellt. Als Kultursprecher im ÖVP-Parlamentsklub folgte ihr im Oktober 2023 Laurenz Pöttinger nach.
Maria Großbauer ist seit 2012 mit Andreas Großbauer, Ex-Vorstand und 1. Geiger der Wiener Philharmoniker, verheiratet. Das Paar hat einen Sohn.

## Publikationen
- Maria Jeitler: In Frack und Lederhose. Karl Jeitler, aus dem Leben eines Wiener Philharmonikers. Styria Premium, Wien 2012, ISBN 978-3-222-13376-3.